# Kiwi mały
Kiwi mały, kiwi Owena (Apteryx owenii) – gatunek nielotnego ptaka z rodziny kiwi (Apterygidae). Pierwotnie występował jedynie na Wyspie Południowej (Nowa Zelandia), lecz w latach (około) 1890–1910 został przeniesiony na wyspę Kapiti, w celu restytucji. Od lat 80. XX wieku introdukuje się te ptaki na kolejne nowozelandzkie wysepki, a obecnie (2016) gatunek ten występuje już na ośmiu wysepkach oraz w dwóch miejscach na głównych wyspach Nowej Zelandii, z tym że populacja na Kapiti nadal jest największa. Kiwi mały żyje głównie w wysoko położonych lasach.

## Etymologia
Został nazwany na cześć angielskiego zoologa i paleontologa Richarda Owena.

## Morfologia
Długość ciała 35–45 cm, długość dzioba samic 75–94 mm, samców 63–72 mm; masa ciała samic 1000–1950 g, samców 880–1356 g. 

## Status
Podlega całkowitej ochronie prawnej.
Międzynarodowa Unia Ochrony Przyrody (IUCN) od 2008 roku uznaje kiwi małego za gatunek bliski zagrożenia (NT – Near Threatened); wcześniej, od 1994 roku klasyfikowano go jako gatunek narażony (VU – Vulnerable).
Liczebność populacji szacowano w 2016 roku na co najmniej 1700 osobników, czyli około 1400 osobników dorosłych. Przemieszczenie ptaków na przybrzeżne, wolne od drapieżników wysepki zapewniło gatunkowi przetrwanie. Trend liczebności populacji wyspiarskich jest stabilny, a BirdLife International uznaje ogólny trend liczebności populacji za wzrostowy. Jednak potencjalnym zagrożeniem dla tych ptaków wciąż jest przypadkowe lub celowe introdukowanie drapieżnych ssaków. Populacje kiwi małych są stale monitorowane.